# Camellia chinmeii
Camellia chinmeii — ендемічний вид, невелике, до 10 метрів заввишки вічнозелене дерево.

## Біоморфологічна характеристика
Кора гладка, з віком стає жовтувато-коричневою. Молоді гілки блідо-жовто-зелені, у зрілості стають блідо-коричневими, запушені чи іноді голі. Листки темно-зелені; ніжка листка 7–10 мм завдовжки, обидві поверхні голі чи іноді запушені; листові пластини довгасті чи еліптичні 3.5‒5.5 × 1.5‒3 см, основа від гострої до тупої, край злегка пилчастий, цілий чи майже такий до основи, верхівка загострена, середня жилка виступає на обох поверхнях, обидві поверхні голі чи низ іноді запушений. Camellia chinmeii має кінцеві чи пазушні, зазвичай попарні, сидячі квітки 2.5‒3.5 см у діаметрі, чотири або п'ять білих, що рано опадають, пелюсток, жовті тичинки, відокремлені до основи або близько того, густо запушену зав'язь. Плід — темно-коричнева куляста рідко-волохата 8–12 мм завдовжки та 7–10 мм у діаметрі коробочка із дзьобом чи без нього.
Схожа на Camelia brevistyla, але відрізняється меншою кількістю тичинок, меншою кількістю філаментів, меншими плодами. Вид також схожий на Camellia confusa, але має менші листя і квітки, менше тичинок і менші плоди. Також схожа на Camellia hengchuensis, але має тонке листя і кулясті плоди. Вид також схожий на Camellia kissi, але відрізняється тим, що має вільні філаменти й кулясті плоди.
Квітне C. chinmeii у жовтні — грудні; плоди дозрівають через чотири місяці.

## Поширення й екологія
Ендемік Тайваню. В основному зростає в гірських районах між 2000 і 2350 м на пологих схилах у лісах на горі Вейшаншань, округ Наньтоу, в центрі Тайваню.

## Назва
Видовий епітет chinmeii вшановує пані Чін-Мей Хунг, дружину першого автора, який вперше визнав Camellia chinmeii як новий таксон у 2010 році; вона померла в 2014 році.